# 150. pehotni polk (Italija)
150. pehotni polk Trapani (izvirno italijansko 150º Reggimento fanteria) je bil pehotni polk Kraljeve italijanske kopenske vojske.

## Zgodovina
Med prvo svetovno vojno je bil polk nastanjen na soški fronti.